# Остров Железнякова
Остров Железнякова (якут. Железняков арыыта) — остров, расположенный в губе Драгоценная Восточно-Сибирского моря у северо-западной оконечности Земли Бунге. Входит в группу Новосибирские острова. Административно относятся к Саха-Якутия России.
Открыт и назван в апреле 1902 года Фёдором Андреевичем Матисеном в честь матроса яхты «Заря» Василия Александровича Железникова, при этом сохранилось ошибочное написание фамилии моряка.